# Pronophila orcus
Pronophila orcus is een vlinder uit de onderfamilie Satyrinae van de familie Nymphalidae. De wetenschappelijke naam van de soort is, als Satyrus orcus, voor het eerst geldig gepubliceerd in 1813 door Pierre André Latreille.